# Rai 5
Rai 5 è un canale televisivo semigeneralista italiano, edito dalla Rai e gestito dalla struttura Rai Cultura.
Si occupa di cultura con una particolare attenzione al mondo dell'arte, proponendo documentari, reportage e intrattenimento (musica, danza e teatro). È disponibile nelle zone coperte dal multiplex RAI Mux B.

## Storia

### Gli inizi: alla ricerca di un'identità
Nei primi mesi del 2009, dopo la nascita di Rai 4, la Rai inizia a costituire il suo quinto canale generalista. Si continua a vociferare sui vari target che assumerà Rai 5; il direttore di Rai 4 Carlo Freccero annuncia che se lui diventerà direttore del nuovo canale lo impronterà verso lo stesso target di Rai Storia. Successivamente si discute per improntare il canale verso i programmi di intrattenimento e comicità che hanno fatto la storia della Rai in modo da affiancare la programmazione del canale satellitare RaiSat Extra; poi si discute per poter improntare il target del canale verso il cinema sostituendo RaiSat Cinema.
Verso la metà del 2010, alla vigilia del rinnovamento dell'offerta, la Rai annuncia che il target del canale sarà improntato verso la cultura. Dopo la nascita della direzione del canale, avvenuta il 27 aprile 2010, la Lega Nord inizia a richiederne la direzione, a volerne stabilire il centro di produzione a Milano e a volerlo rendere il canale dell'Expo 2015. Successivamente il presidente della Rai, Paolo Garimberti, dichiara che Rai 5 sarà sì il canale dell'Expo 2015, ma che non diventerà il canale del Nord.
Prima del lancio del canale, sulle reti generaliste della Rai va in onda uno spot che sottolinea la nuova visione del mondo con il nuovo canale Rai 5. 

### Le direzioni D'Alessandro e Ferrario
Il canale nasce quindi il 26 novembre 2010 in concomitanza dello switch off in Lombardia, dalle ceneri di Rai Extra. Alla nascita del canale il logo di Rai 5 si alterna a quello di Rai Extra in modo da evidenziare la transizione. Il primo programma in onda sul nuovo canale è Africa Benedetta, con Benedetta Mazzini.
Il 7 dicembre 2010 va in onda in diretta la prima del Teatro alla Scala con l'opera di Richard Wagner La valchiria. Nel 2011 l'esperienza viene replicata con la trasmissione in diretta del Don Giovanni di Mozart che ottiene uno dei migliori risultati di audience della rete.
Il 10 maggio 2011 va in onda la semifinale dell'Eurovision Song Contest 2011, manifestazione canora in cui l'Italia ha avuto diritto di voto, con commento di Raffaella Carrà. Questa parte della manifestazione andrà in onda sempre su Rai 5 anche nel 2012 e 2013, commentata da Federica Gentile di Radio 2. La semifinale del 2013 raggiunge un'audience ragguardevole: 150.000 spettatori.
Il 23 agosto 2011 il canale vede il ritorno del Late Show with David Letterman (chiamato anche David Letterman Show), precedentemente trasmesso su Sky Uno e su RaiSat Extra, che andrà in onda fino al suo termine.
Su Rai 5 vanno in onda anche alcuni brevi notiziari realizzati dalla redazione di Rai News.
Il 16 agosto 2013 trasmette per la prima volta il Palio di Siena.
Il 19 settembre 2013 il consiglio d'amministrazione della Rai, in seguito al trasferimento di Ferrario alla sede ligure della Rai, nomina alla direzione di Rai 5 per la seconda volta Pasquale D'Alessandro, che aveva lasciato l'incarico due anni prima per dirigere Rai 2. Dopo due mesi e mezzo, D'Alessandro presenterà il nuovo palinsesto del canale improntandolo, per volere della dirigenza Rai, verso la cultura ed il teatro, specialmente nella programmazione della prima serata che si apre ogni sera alle 20:45 con una puntata di Passepartout.
Il 20 gennaio 2014 il gruppo di Fuori orario realizza il contenitore Scaramouche scaramouche dedicato al cinema d'autore, con la proposta di cortometraggi, documentari, rushes e materiali di repertorio.
Dal 12 giugno 2014 il canale entra a far parte di Rai Cultura, precedentemente nota come Rai Educational, diretta da Silvia Calandrelli, aggiungendosi a Rai Storia e Rai Scuola.
Dal 19 settembre 2016 trasmette anche in alta definizione sulla piattaforma satellitare Tivùsat. Con il cambio di emissione avvenuto nello stesso periodo, il canale ha cominciato a trasmettere i programmi storici d'arte e culturali su aspect ratio 4:3 in 16:9 pillarbox, assieme agli altri canali Rai.
Il 10 aprile 2017 Rai 5 cambia logo, grafiche e colori, passando dall'arancione al verde oliva.
Il 22 novembre 2017 viene nominato nuovo direttore del canale Piero Corsini.
Dal 20 ottobre 2021 la versione in definizione standard sul digitale terrestre passa alla codifica MPEG-4 rimanendo visibile solo su dispositivi HD.
Il 14 dicembre 2021, in seguito ad una riorganizzazione delle frequenze, viene eliminata la versione SD da Tivùsat, rimanendo disponibile solo in HD.

## Palinsesto
I programmi si rivolgono a un pubblico attento ed esigente e riguardano vari aspetti della cultura: arte, spettacolo, viaggi, musica e danza, moda e costume, lirica e teatro, design e nuove tecnologie, documentari e film d'autore.

### Trasmissioni di musica, teatro e cultura
- Cool Tour
- David Letterman Show
- Digital World
- Discovering music
- Eurovision Song Contest (semifinale in cui l'Italia ha diritto di voto)
- Fumettology
- Ghiaccio bollente
- Giorgio Albertazzi - Vita, morte e miracoli
- I grandi della letteratura italiana
- I Ragazzi del Coro (stag. 1 - 3)
- L'opera italiana
- La Banda del Book
- La libertà di Bernini
- Piano pianissimo
- Pop, viaggio dentro una canzone!
- Prima della prima
- RaiTune5
- Road Italy (in onda anche su Rai 1)
- Road Music
- Rock e i suoi fratelli
- Rock legends
- Save the date
- Scaramouche Scaramouche
- Scienziati alla prova
- Senato & Cultura
- Speciale Premio Lunezia di Giorgio Verdelli
- Step - passi di danza
- TED Talks
- The Juilliard School
- The Story of Film: An Odyssey
- Variazioni su tema
- Video killed the radio star

### Serie di documentari d'arte e naturalistici
- ...A lunga durata. Arbore e gli arborigeni
- 24 ore sul Pianeta Terra
- 610 in 2D
- A Cook's Tour - Il viaggio di un cuoco
- A lunga durata
- Acqua, un pianeta che ha sete
- Ad Persuasion
- Africa Benedetta
- America tra le righe
- Anatomy of a Closet
- Andy Warhol's Factory People
- Animal strategies
- Annie Leibovitz Life Through a Lens
- Art buffet capolavori in cucina
- art investigation
- Art of... America
- Art of... Australia
- Art of... Cina
- Art of... Germania
- Art of... Gothic
- Art of... Paesi Bassi
- Art of... Russia
- Art of... Scandinavia
- Art of... Spagna
- Artico selvaggio
- Attenborough e la grande barriera corallina
- Avventure botaniche
- Castelli d'Europa
- Cattedrali della cultura
- Classical Destinations
- Come si guarda un'opera d'arte
- Contemporary tango
- Divini devoti
- Di la del fiume e tra gli alberi
- DOC Memories
- Earth: la potenza del pianeta
- Europa tra le righe
- Food Markets: Profumi e sapori a km 0
- Fuori rotta verso Oriente
- Gerusalemme: nascita di una città
- Ghost Town
- Gli impressionisti
- Global Food
- Gordon Ramsay's F Word
- Grandi giardini d'Italia
- Grandi giardini di Francia
- Grandi idee per un piccolo pianeta
- Grattacieli d'autore
- Horizon
- Human planet
- I diari della scultura
- I due oceani del Sudafrica
- I luoghi del Giubileo
- I meccanismi della natura
- I predatori dell'arte perduta
- I secoli bui, un'epoca di luce
- I segreti dei capolavori
- I segreti del sottosuolo
- I tesori dell'architettura
- I tesori perduti di Kabul
- Icone del continente africano
- Il bello, il brutto e il cattivo
- Il giro del mondo in 80 meraviglie
- Il libro della savana
- Il popolo degli oceani
- Il popolo dei cieli
- Incontri ravvicinati
- India selvaggia
- Inventare il tempo
- Isole selvagge
- L'America vista dal cielo
- L'insospettabile talento delle piante
- La grande avventura dell'arte moderna
- La grande barriera corallina
- La nascita dei continenti
- La Terra vista dal cielo
- La vera natura di Caravaggio
- La via della seta
- La vita nascosta dei capolavori
- Le Alpi viste dal cielo
- Le case più verdi del mondo
- Le meraviglie dell'Art Nouveau
- Le selvagge isole dell'Indonesia
- Lezioni di Bon Ton
- Lo strano mondo dei materiali
- Luci e ombre del Rinascimento
- Manaus giungla urbana
- Mari del Sud
- Mekong, madre di tutte le acque
- Money Art
- Nilo re dei fiumi
- Paesaggi itineranti
- Paintings of the world
- Petruška
- Planet Ocean
- Prossima fermata, America
- QB Quanto Basta
- Questa non è una pipa
- Simon Schama. Il potere dell'arte
- Soundbreaking
- Spain on the road
- Spartiacque. La cattedrale sull'acqua
- Spiriti liberi
- Storia e splendore dei palazzi reali
- Strinarte
- the art show An Art Lover's Guide
- The Juilliard school
- This Is Opera
- Trans Europe Express
- Tre città un secolo
- Ubiq
- Un anno nelle terre selvagge
- Un lento viaggio africano
- Un'altra vita
- Under Italy
- Vienna: Empire, Dynasty and Dream
- Virtual Revolution
- Wild Arabia
- Wild Canada
- Wild Colombia
- Wild Italy
- Wild Japan
- Y
- Africa
- Yellowstone
- Paradisi da salvare (2023)[10]

## Ascolti
La trasmissione in diretta de La traviata, il 7 dicembre 2013, ottiene una media del 3,26% pari a 650.000 spettatori e segna il record di ascolto della rete.

### Share mensile di Rai 5
Dati Auditel relativi al giorno medio mensile sul target individui 4+.
| Anno | Gen   | Feb   | Mar   | Apr   | Mag   | Giu   | Lug   | Ago   | Set   | Ott   | Nov   | Dic   | Media anno |
| ---- | ----- | ----- | ----- | ----- | ----- | ----- | ----- | ----- | ----- | ----- | ----- | ----- | ---------- |
| 2010 | -     | -     | -     | -     | -     | -     | -     | -     | -     | -     | -     | 0,18% |            |
| 2011 | 0,17% | 0,14% | 0,15% | 0,14% | 0,14% | 0,23% | 0,26% | 0,29% | 0,23% | 0,18% | 0,20% | 0,31% | 0,20%      |
| 2012 | 0,24% | 0,23% | 0,20% | 0,26% | 0,23% | 0,29% | 0,36% | 0,36% | 0,41% | 0,30% | 0,30% | 0,35% | 0,29%      |
| 2013 | 0,35% | 0,29% | 0,26% | 0,32% | 0,32% | 0,38% | 0,36% | 0,39% | 0,36% | 0,33% | 0,29% | 0,31% | 0,33%      |
| 2014 | 0,28% | 0,22% | 0,20% | 0,22% | 0,23% | 0,26% | 0,29% | 0,34% | 0,29% | 0,25% | 0,28% | 0,38% | 0,27%      |
| 2015 | 0,30% | 0,25% | 0,28% | 0,30% | 0,28% | 0,30% | 0,30% | 0,37% | 0,22% | 0,22% | 0,24% | 0,30% | 0,28%      |
| 2016 | 0,27% | 0,27% | 0,29% | 0,28% | 0,31% | 0,36% | 0,39% | 0,42% | 0,41% | 0,39% | 0,38% | 0,37% | 0,34%      |
| 2017 | 0,37% | 0,36% | 0,41% | 0,39% | 0,42% | 0,42% | 0,45% | 0,54% | 0,40% | 0,45% | 0,39% | 0,40% | 0,41%      |
| 2018 | 0,44% | 0,37% | 0,36% | 0,37% | 0,38% | 0,38% | 0,45% | 0,51% | 0,44% | 0,48% | 0,43% | 0,52% | 0,43%      |
| 2019 | 0,44% | 0,40% | 0,35% | 0,37% | 0,39% | 0,46% | 0,47% | 0,51% | 0,41% | 0,38% | 0,40% | 0,39% | 0,41%      |
| 2020 | 0,41% | 0,35% | 0,36% | 0,40% | 0,37% | 0,39% | 0,43% | 0,48% | 0,42% | 0,37% | 0,36% | 0,41% | 0,41%      |
| 2021 | 0,38% | 0,36% | 0,32% | 0,34% | 0,34% | 0,41% | 0,40% | 0,41% | 0,42% | 0,30% | 0,27% | 0,29% | 0,35%      |
| 2022 | 0,30% | 0,24% | 0,27% | 0,28% | 0,31% | 0,36% | 0,35% | 0,39% | 0,34% | 0,28% | 0,27% | 0,35% | 0,31%      |
| 2023 | 0,35% | 0,29% | 0,30% | 0,29% | 0,31% | 0,32% | 0,34% | 0,36% | 0,34% | 0,32% | 0,29% | 0,35% | 0,32%      |
| 2024 | 0,31% | 0,27% | 0,31% | 0,29% | 0,29% | 0,33% | 0,32% | 0,30% | 0,24% | 0,24% | 0,25% | 0,29% | 0,29%      |
| 2025 | 0,25% | 0,22% | 0,22% | 0,23% | 0,33% | 0,44% |       |       |       |       |       |       |            |

## Direttori
| Direttore             | Periodo     |
| --------------------- | ----------- |
| Pasquale D'Alessandro | 2010 - 2011 |
| Pasquale D'Alessandro | 2013 - 2017 |
| Massimo Ferrario      | 2011 - 2013 |
| Piero Corsini         | 2017 - 2022 |
| Silvia Calandrelli    | 2022        |

Dal giugno 2022 il canale è gestito direttamente dalla direzione Rai Cultura, diretta da Silvia Calandrelli.

## Loghi

26 novembre 2010 - 9 aprile 2017
In uso dal 10 aprile 2017